# يان (لاعب كرة قدم)
يان هو لاعب كرة قدم برازيلي في مركز الهجوم، ولد في 4 سبتمبر 1998 في ألاجوينياس في البرازيل. لعب مع نادي فيتوريا.

## وصلات خارجية
- يان (لاعب كرة قدم) على موقع رابطة كرة القدم اليابانية للمحترفين (اليابانية)
- يان (لاعب كرة قدم) على موقع قاعدة بيانات كرة القدم.إي يو (الإنجليزية)
- يان (لاعب كرة قدم) على موقع Soccerbase.com (لاعب) (الإنجليزية)
- يان (لاعب كرة قدم) على موقع Soccerway.com (الإنجليزية)
- يان (لاعب كرة قدم) على موقع عالم كرة القدم.نت (الإنجليزية)